# Glenea lineatithorax
Glenea lineatithorax é uma espécie de escaravelho da família Cerambycidae. Foi descrita por Maurice Pic em 1926.